# Abu-Abd-Al·lah III
Abu-Abd-Al·lah (III) Muhàmmad al-Mutawàkkil o, més senzillament, Abu-Abd-Al·lah III fou sultà abdalwadita de Tlemcen del 1462 a vers el 1470.
El 1437 el príncep Muhammad al-Mutawakkil, fill d'Abu Zayyan Muhammad al-Mustain, va sortir de Tunis i va marxar a territori abdalwadita; va obtenir per al seu pare el jurament dels Ulad Abu Leyl, Mallikesh, Beni Omer ibn Musa, de les poblacions de Yallel i Thalib, i de part dels Hacyn i es va dirigir a Alger davant la qual fou aturat per forces lleials; va posar setge a la ciutat i després d'uns mesos es va rendir el 5 de gener de 1439. Abu Zayyan Muhammad al-Mustain va entrar a la ciutat. Llavors al-Mutawakkil va sotmetre la Mitidja i Medea; després es va apoderar de la Miliana i va atacar Ténès que va rendir. Abu Zayyan Muhammad al-Mustain i el seu fill es van declarar independents; però el 7 de març del 1440 va esclatar una revolta a Alger que no acceptava el seu domini i el rebels van matar Abu Zayyan. El seu fill al-Mutawakkil estava llavors a Ténès i va conservar el poder excepte a Alger però el seu moviment va perdre força temporalment.
El 1461 al-Mutawakkil va sortir de Miliana i va avançar amb les seves forces cap a Tlemcen; va ocupar el país dels Banu Rashid i el dels Hawara, entrant després a Mostaganem i Temzaghran (Mazagran); després es va presentar davant Orà que li va obrir les portes; d'allí va passar a Tlemcem que fou assetjada durant dos dies i hi va entrar el tercer dia, el 4 de febrer del 1462. El sultà Abu-Abbàs Àhmad I va fugir a Hubbed i al-Mutawakkil fou proclamat sultà amb el nom d'Abu-Abd-Al·lah III Muhammad al-Mutawakkil.
Abu-Abbàs Àhmad I va caure poc després en mans d'al-Mutawakkil, que el va tractar bé i el va pensionar; per evitar ser objecte de crítica o burla el va enviar a Granada; però l'antic sultà no va trigar a retornar i va reunir un exèrcit d'àrabs i berbers amb el qual va assetjar Tlemcen durant 14 dies (juliol del 1463), però va resultar derrotat i mort en una sortida dels assetjats l'1 d'agost de 1463. Un parent, Muhammad ibn Abd-ar-Rahman ibn Abu-Uthman, que havia donat suport a Abu-Abbàs Àhmad I, va aixecar llavors les seves pròpies pretensions amb el suport de les poblacions del Schikkak, i va assetjar Tlemcen; una part dels assetjants va aconseguir fins i tot entrar a la ciutat però va trobar forta oposició de la població i els que no foren mort van haver de fugir; l'exèrcit assetjant es va desmoralitzar i molts es van sotmetre i altres van abandonar; un altre cap, el príncep Muhammad ibn Ghalib ibn Abd-ar-Rahman ibn Abu-Uthman ibn Abu-Taixufín, que dirigia una banda d'irregulars, es va apoderar d'Oudja des d'on planejava fer incursions a territori abdalwadita i al Maroc. Després de diverses incursions reeixides (les tropes del sultà sempre arribaven quan ja s'havia pogut retirar), una vegada Muhammad al-Ghalib es va dirigir a les muntanyes de Beni Urnid i el sultà en va tenir notícies; li va sortir al pas i el va derrotar i matar el 19 de juny de 1464.
El 1466 una delegació de notables de Tlemcen va anar a la cort de Tunis per demanar al sultà la deposició d'Abu-Abd-Al·lah III del que declaraven que havia trencat els vincles de vassallatge amb Tunísia (establerts el 1431 aquestos lligams van ser sempre nominals especialment després de 1462), i es preparava per a la revolta amb el suport de la confederació dels Donawida i algunes tribus. L'hàfsida Abu-Úmar Uthman va decidir nomenar nou sultà a Abu-Jamil Zayyan ibn Abu-Màlik Abd al-Wahid (meitat de maig de 1466). L'expedició aniria manada per Muhammad ibn Farh al-Jabai i l'assessor civil seria el xeic Àhmad al-Banzartí. Mentre Abu-Úmar Uthman va abandonar Tunis (24 de juny de 1466) per sotmetre als xeics Muhammad ibn Sabba i Muhammad ibn Said, el primer cap de la confederació tribal dels Donawida i el segon xeic dels Banu Said (aliats de la confederació), que havien donat suport al sultà de Tlemcen en el seu intent d'emancipació, i que van haver de fugir al desert. Pel mateix temps l'expedició hàsfsida va arribar a Bugia i tot seguit va entrar en territori abdalwadita; només arribar delegacions de Ténès, Miliana i Medea i de diverses tribus; van seguir avançant i van arribar a Tlemcen el 19 de novembre de 1466, i es va iniciar el setge; l'atac el primer dia fou iniciativa dels assetjats i es va lliurar una dura batalla; el segon dia la ciutat fou assaltada però l'intent va fracassar per poc, i l'endemà la pluja va impedir combats, però al quart dia una delegació de la ciutat va sortir a demanar clemència al sultà hàfsida que ja s'havia unit als assetjadors i va presentar un escrit d'Abu-Abd-Al·lah_III que reconeixia la sobirania del sultà de Tunis; a més oferia la mà d'una de les seves filles pel príncep Abu-Zakariyyà Yahya, fill del príncep al-Massud i net d'Abu-Úmar Uthman. Aquest va acceptar i el 14 de març de 1467 va abandonar Tlemcen.
Abu-Abd-Al·lah_III va regnar sense problemes la resta del temps fins a la seva mort que les fonts situen entre 1468 i 1470. Les fonst hàfsides diuen que va regnar onze anys lunars menys dos mesos el que seria el 1470. Va deixar sis fills mascles: Abu-Taixufín, Abu-Hammu, Yaghmour, Abu-Abd Al·lah, Abu-Saad i Abd-Al·lah (dos el van premorir, Salam i Abu-Hafs Umar) tres dels quals van pujar al tron en algun moment. El gran fou proclamat com Abu-Taixufín III.